# Juana Dip
Juana Dip Muhana (10 de diciembre de 1920-Llolleo, San Antonio, 27 de junio de 2002) fue una política chilena, militante del Partido Demócrata Cristiano (PDC). Se desempeñó como diputada de la República en los periodos 1965-1969 y 1973-1977, este último truncado por el golpe de Estado de 1973.

## Familia y estudios
Nació en 1920, hija de Pedro Dip Mazut y de Marta Muhana Llague, ambos de origen árabe. 
Realizó sus estudios en el Colegio Sagrada Familia de San Antonio y en el Liceo N.°3 de Santiago.
Contrajo matrimonio con Diego Rodríguez Oyarzún, con quien tuvo dos hijos, Diego y María Victoria.
Falleció víctima de un cáncer en la casa de su hijo en la localidad de Llolleo, comuna de San Antonio, a la edad de 81 años.

## Carrera política
Inició sus actividades políticas al incorporarse al Partido Demócrata Cristiano (PDC). En 1963 fue elegida regidora por la Municipalidad de San Antonio, ejerciendo hasta 1965. Paralelamente, colaboró en juntas de vecinos, en organizaciones campesinas para la Reforma Agraria, en jardines infantiles, en acción comunitaria y ayudó a los trabajadores portuarios.
En las elecciones parlamentarias de 1965 fue elegida diputada por la 8ª agrupación departamental de Melipilla, San Antonio, San Bernardo y Maipo, para el período de 1965 a 1969. Integró las Comisiones de Defensa Nacional, de Relaciones Exteriores, de Educación Pública, de Trabajo y Legislación Social y de Hacienda. Además, fue miembro de la Comisión Especial de la Vivienda (1965-1966 y 1968) y la Comisión Especial Investigadora de los sucesos ocurridos en el mineral El Salvador en 1966.
En las elecciones parlamentarias de 1973 fue elegida por segunda vez diputada, por la 8º agrupación departamental, para el período de 1973 a 1977. Participó de la Comisión Especial Investigadora sobre Juntas de Abastecimiento y Control de Precios en 1973. Sin embargo, no pudo cumplir su labor debido al golpe de Estado y la consecuente disolución del Congreso Nacional.
Entre las mociones presentadas que llegaron a ser ley de la República están: Ley N.° 16.578, del 9 de noviembre de 1966, sobre transferencia de terrenos a ocupantes de la Población "Cantera" del departamento de San Antonio; y la Ley N.° 16.563, del 24 de octubre de 1966, correspondiente a una nueva denominación de la Avenida del Mar en la comuna de El Tabo.
Durante la dictadura militar fue allanada su casa, hecho que la impulsó a trasladarse a Mendoza, Argentina, en el año 1984. Regresó a Chile en 1988.

## Historial electoral

### Elecciones parlamentarias de 1973
- Elecciones parlamentarias de 1973 para la 8.ª Agrupación Departamental, Melipilla, San Antonio y San Bernardo.[4]